# Pompei Catussa
Pompei Catussa (en llatí Pompeius Catussa, siglo II d. C.) va ser un artista romà el nom del qual s'ha trobat a un monument erigit en memòria de la seva dona que avui dia es troba al museu de Lió.
La inscripció el descriu com un ciutadà de la nació dels sèquans, i el defineix com a tector, és a dir, era un dels artistes que decoraven l'interior de les cases amb guixats ornamentals, un tipus d'obra del que se'n troben molts exemples a Pompeia.